# Knieja (skała)
Knieja lub Góra Knieja – skała na wzgórzu Knieje na Wyżynie Częstochowskiej, w granicach wsi Przymiłowice w województwie śląskim, w powiecie częstochowskim, w gminie Olsztyn.
Jest to zbudowana ze skalistych wapieni skała o wysokości 12 m. Znajduje się w lesie pod wierzchołkiem wzniesienia. Jest obiektem wspinaczki skalnej. W 2010 i 2014 poprowadzono na niej 8 dróg wspinaczkowych o trudności od IV do VI.2 w skali polskiej oraz możliwość poprowadzenia jeszcze jednej drogi. Większość dróg ma zamontowane punkty asekuracyjne: ringi (r) i ringi zjazdowe (rz).

1. Satysfakcja; VI+, 3r + rz
2. Śpiąca piękność; VI.2, 5r + rz
3. Rysa Kniei; VI.1
4. Możliwość
5. Studnia; IV
6. Jagoda Gumisia; VI.2, 4r + rz
7. Duchy Kniei; VI.1. 4r + rz
8. Gargamel; VI+, 3r + rz
9. Ważka; V+, 2r + rz[1].

Czas dojścia do skały od parkingu przy rezerwacie przyrody Sokole Góry wynosi 25 min. Wśród wspinaczy skalnych skała cieszy się niewielką popularnością.

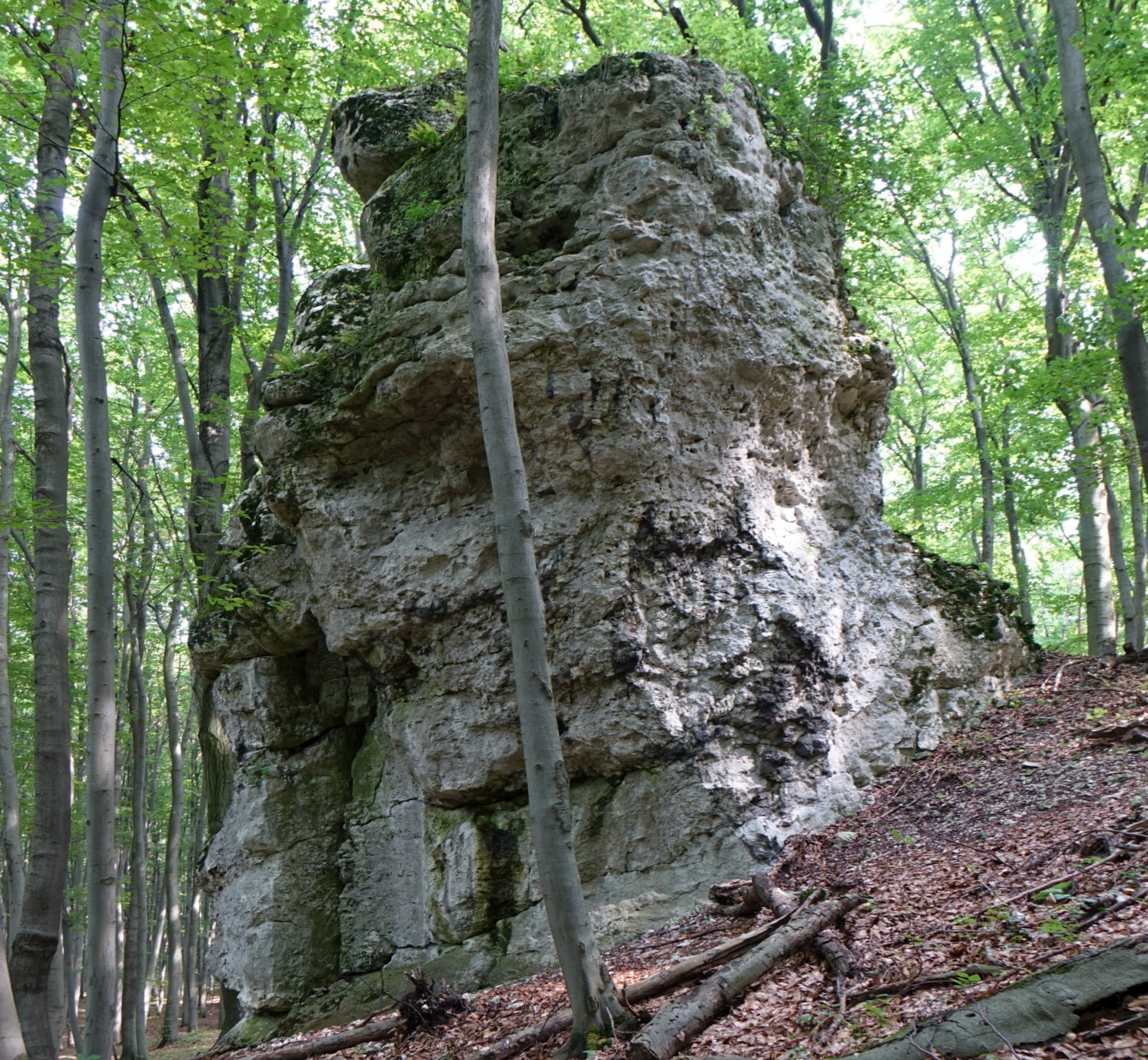
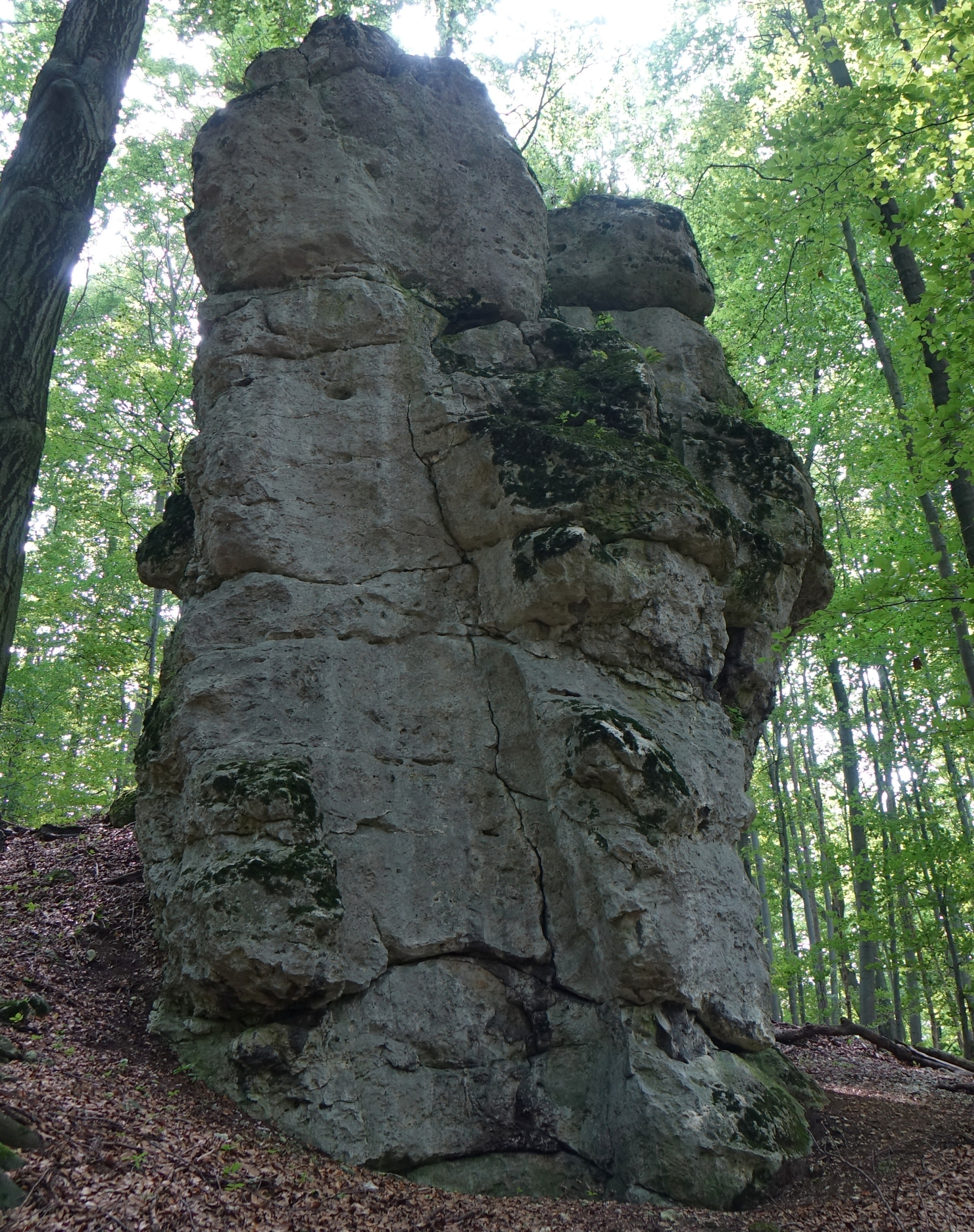
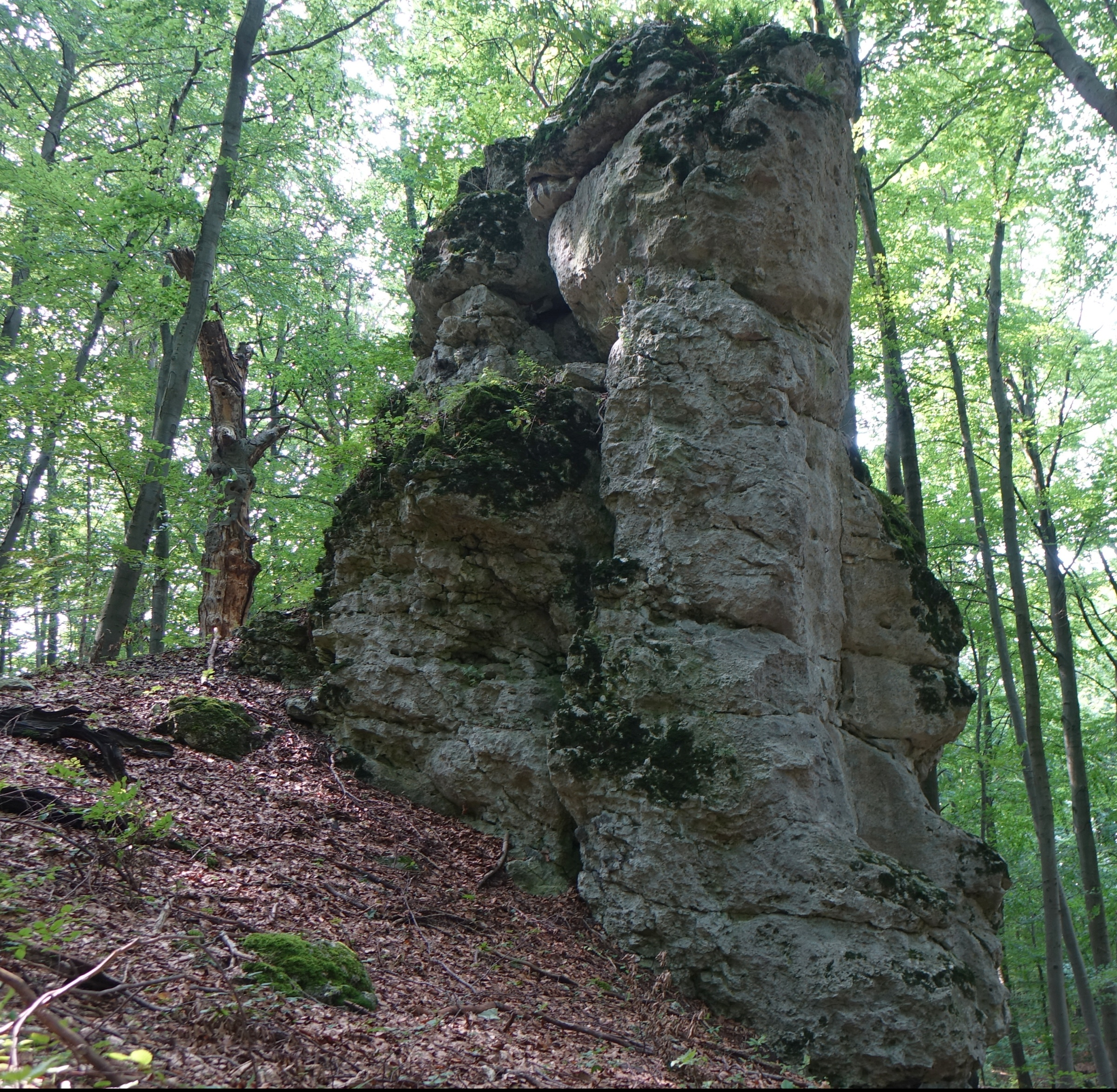
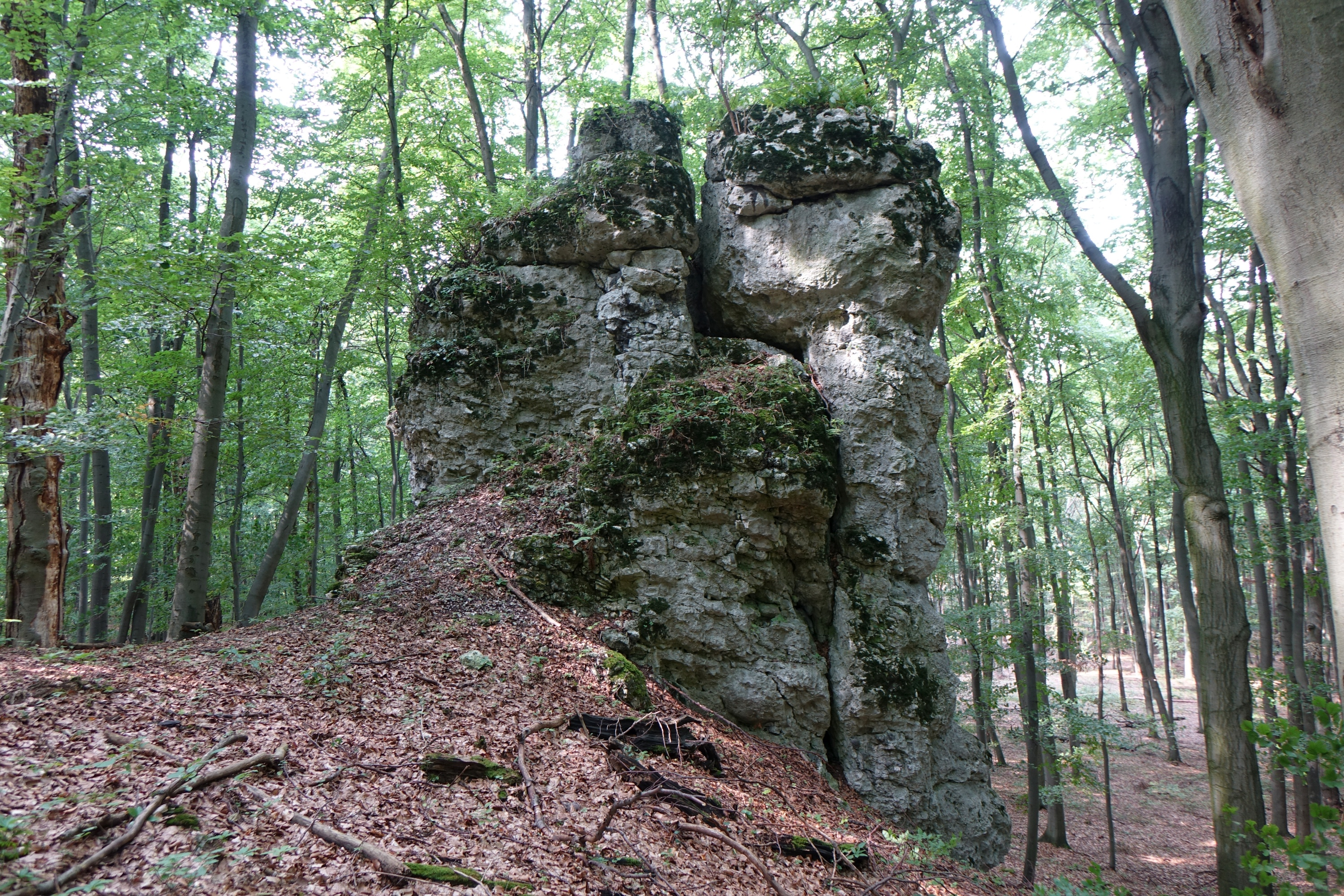